# Casio Loopy
Il Casio Loopy (ルーピー?, Rūpii), chiamato anche My Seal Computer SV-100, è una console a 32-bit prodotta dalla Casio, commercializzata a partire dall'ottobre 1995 nel solo Giappone. Si tratta della seconda console della Casio, che aveva prodotto (con scarso successo) il Casio PV-1000 nel 1983. Il sistema era dedicato principalmente a un pubblico femminile, con la maggior parte dei titoli composta da simulatori di appuntamenti e simili. Caratteristica unica della console è la presenza di una stampante termica a colori, in grado di produrre autoadesivi partendo da schermate di gioco; grazie a un'espansione denominata Magical Shop permette di ottenere immagini da dispositivi esterni (come lettori DVD o videoregistratori), modificarle e stamparle.

## Caratteristiche
- CPU RISC SH-1 (SH7021)

## Lista di videogiochi
- Anime Land (あにめらんど?, Animerando)
- Bow-wow Puppy Love Story (わんわん愛情物語?, Wanwan Aijou Monogatari)
- Dream Change: Kogane-chan's Fashion Party (ドリームチェンジ 小金ちゃんのファッションパーティー?, Doriimuchienji Kogane Channo Fasshonpaateii)
- HARIHARI Seal Paradise (HARIHARIシールパラダイス?, HARIHARI Shiiru Paradaisu)
- I Want a Room in Loopy Town! (ルーピータウンのおへやがほしい!?, Rupi Taun no O-heya ga Hoshii!)
- Little Romance (リトルロマンス?, Ritoru Romansu)
- Lupiton's Wonder Palette (ルピトンのワンダーパレット?, Rupiton no Wandaaparetto)
- Chakra-kun's Charm Paradise (チャクラくんのおまじないパラダイス?, Chakra-kun no Omajinai Paradaisu)
- Nigaoe Artist (似顔絵アーティスト?, Nigaoe Aeisuto)
- PC Collection (パソコン・コレクション?, Pasokon Korekushon)